# Kolory dodatkowe
Kolory dodatkowe (specjalne, spotowe, „z puszki”) – kolory farb drukowych będące uzupełnieniem kolorów farb procesowych (np. CMYK lub Hexachrome). Mogą być wykonane na podstawie wzorników barw np. Pantone, HKS lub barwy indywidualnie wskazanej przez zamawiającego. Wszystkie farby poza farbami procesowymi określa się mianem farb spotowych.
Stosowane są tam, gdzie nie jest możliwe uzyskanie odpowiedniej barwy druku przy użyciu farb procesowych, lub w przypadku maszyn jedno- czy dwukolorowych, aby ograniczyć liczbę przelotów na maszynie (wtedy są stosowane zamiast farb procesowych). Za pomocą farb procesowych można odtworzyć określoną przestrzeń barw – przy czym farby procesowe triadowe CMYK mają bardziej ograniczone możliwości niż farby procesowe heksachrome, a co za tym idzie drukowanie farbami triadowymi wymaga częstszego użycia farb spotowych niż drukowanie farbami heksachrome. Zresztą powodem produkowania maszyn drukarskich sześciokolorowych było dążenie do uzyskania jak największej przestrzeni barw za pomocą farb procesowych. Farby spotowe są dla drukarni „złem koniecznym”.
Na jednym druku może być użytych kilka farb spotowych, ale każda z nich wymaga użycia oddzielnego zespołu drukowego. W drukarniach spotyka się maszyny drukarskie pięciokolorowe: cztery zespoły wykorzystuje się do druku triadą, a zespół piąty – do druku farbą spotową. Farba spotowa podnosi koszty druku, bo wymaga wykonania dodatkowej formy drukowej, a sama farba jest droższa od farb procesowych. Czasem względy ekonomiczne mogą przekonać zleceniodawcę do akceptacji takiej barwy druku, która jest możliwa do osiągnięcia za pomocą farb procesowych. Jednak w przypadku barw z odcieniem metalicznym czy z fluorescencyjnych farby spotowe są nieodzowne.
Stosowanie farb spotowych można uznać za uszlachetnianie druku.